# Crkva Presvetog Trojstva u Daruvaru
Crkva Presvetog Trojstva u Daruvaru župna je rimokatolička crkva u središtu Daruvara u Bjelovarsko-bilogorskoj županiji.
Župna crkva Presvetog Trojstva sagrađena je u drugoj polovici 18. stoljeća, pretpostavlja se 1764., kada je oko plemićkog dvorca Antuna Jankovića počelo nicati naselje Daruvar. Godine 1892. sagrađen je veliki toranj u kojeg su premještena zvona iz manjeg, sjevernog tornja. Godine 1912. uz crkvu je postavljen križ koji je obnovljen i vraćen na prvotno mjesto. Godine 1923. započela je prva veća adaptacija crkve, a 1925. postavljene su orgulje požeškog majstora Venceslava Holuba. Prijedlog korištenja crkve, pazeći na tadašnje stroge uvjete struke načinio je poznati arhitekt Herman Bollé. Tipološki je značajna kao jedna od rijetkih građevina centralnog kružnog tlocrta i prvi primjer rotunde s kupolom u baroknom razdoblju na području sjeverne Hrvatske.
Župa je nastala 1821., a iste godine je kapelica postala župna crkva. Izvorna građevina kapelice nekoliko je puta nadograđivana i to prema potrebama župljana i grofa Julija Jankovića.

## Zaštita
Pod oznakom Z-2106 vodi se kao nepokretno kulturno dobro - pojedinačno, pravnog statusa zaštićena kulturnog dobra, klasificirano kao "sakralna graditeljska baština".